# Blepisanis pseudolatesuturalis
Blepisanis pseudolatesuturalis är en skalbaggsart som först beskrevs av Stefan von Breuning 1961.  Blepisanis pseudolatesuturalis ingår i släktet Blepisanis och familjen långhorningar. Inga underarter finns listade.